# Miracle (Morgan Heritage)
Miracle è il primo album della band statunitense Morgan Heritage, pubblicato nel 1994. L'intento di Morgan e di dare messaggi positivi al mondo tra cui l'ingiustizia.

## Tracce
1. Love Police – 5:12
2. Unjust World – 4:07
3. Darlin' – 3:47
4. Human Cry – 5:19
5. Human City – 4:43
6. Push – 4:59
7. Life – 4:31
8. Primitive Self – 3:51
9. Mother Africa – 4:29
10. Love And Happiness – 4:25
11. Unjust World (DJ mix) – 4:10

## Formazione
- Morgan Heritage: Jeff Morgan, Nakhamyah "Lukes" Morgan - chitarra
- Roy Morgan, Una Morgan - tastiera, voce
- Peter Morgan - tastiera, programmazione, voce
- David Morgan - basso
- Denroy Morgan, Jr. - batteria
- Memmalatel Morgan - percussioni, voce rap
- Donald Kinsey, Jeff Golub, Richard Boukas - chitarra
- L'Uptown Horn Section - corno
- Clifford Branch - pianoforte, tastiera
- Handel Tucker - tastiera
- Darryl Jones - basso
- Steve Ferrone - batteria, piatti
- Richie Marraro - percussioni
- Lala - coro

### Formazione tecnica
- Produttori: Sly Dunbar, Morgan Heritage, Clifford Branch, Lee Jaffe e Denroy Morgan.
- Assistenti tecnici: Larry DeCarmine, Nakhamyah "Lukes" Morgan, Lynford "Fatta" Marshall e Collin York.